# Дерихвістні
Дерихвістні (Glareolinae) — підродина сивкоподібних птахів родини дерихвостових (Glareolidae). Містить 8 видів у двох родах.

## Поширення
Дерихвістні трапляються в тепліших регіонах Старого світу, від Південної Європи та Східної Африки через Азію до Австралії. В Україні трапляються два види — дерихвіст степовий та дерихвіст лучний. Види, що розмножуються в помірних регіонах, на зимівлю мігрують на далекі відстані.

## Опис
Дрібні птахи, завдовжки 17-26 см. Мають короткі ноги, дуже довгі загострені крила і довгий вилчастий хвіст. Їхній політ швидкий та елегантний, як у ластівки або крячкових. Дзьоб короткий, вигнутий. Зазвичай він червоний біля основи і чорний до кінця.

## Спосіб життя
Дерихвости мешкають на відкритих територіях, неподалік великих водойм. Активні на світанку або у сутінках. Живляться комахами на яких полюють в польоті, рідше полюють на землі. Гніздо облаштовують на землі. У гнізді 2-4 яйця. Пташенята залишають з батьками гніздо за добу після вилуплення.

## Види
- Рід Дерихвіст (Glareola)
  - Дерихвіст попелястий (Glareola cinerea)
  - Дерихвіст малий (Glareola lactea)
  - Дерихвіст забайкальський (Glareola maldivarum)
  - Дерихвіст степовий (Glareola nordmanni)
  - Дерихвіст скельний (Glareola nuchalis)
  - Дерихвіст мадагаскарський (Glareola ocularis)
  - Дерихвіст лучний (Glareola pratincola)
- Рід Австралійський дерихвіст (Stiltia)
  - Дерихвіст австралійський (Stiltia isabella)